# 劉文曄
刘文晔（449年—510年代），平原郡平原县（今山东省平原县）人，南北朝北魏官员。南朝宋兖州刺史刘休宾与崔氏所生之子。
450年（南朝宋元嘉二十七年、北魏太平真君十一年），刘文晔与母亲在外祖父崔邪利的任职地鲁郡（今山东省曲阜市）时，崔邪利归降北魏，刘文晔母子也随之进入北魏。刘文晔志向高远，博览群书，轻财重义。太和年间，因伯父刘乘民之子刘闻慰叛魏投齐而受牵连，刘文晔与弟弟刘文颢、刘季友一同被判处流放到北边，后得到魏孝文帝的特别赦免，返回平城。孝文帝巡幸方山时，刘文晔在路边大声呼喊，请求面见孝文帝。得到召见后，他慷慨陈词，请求朝廷奖赏亡父的功绩。在提及同为归降者的崔僧祐为例时，虽被陆叡、高闾批评，但刘文晔对此进行了反驳。孝文帝认可了他的诉求，刘文晔被授予都昌县子的爵位，后任协律中郎，又转任羽林监。魏宣武帝时期，刘文晔被任命为高阳郡（今河北省高阳县东旧城）太守，延昌年间去世，被追赠平远将军、光州刺史，谥号贞。他的儿子刘元继承爵位，曾任员外郎、襄威将军、青州别驾。